# Șăulești, Hunedoara
Șăulești este un sat ce aparține orașului Simeria din județul Hunedoara, Transilvania, România.

## Imagini

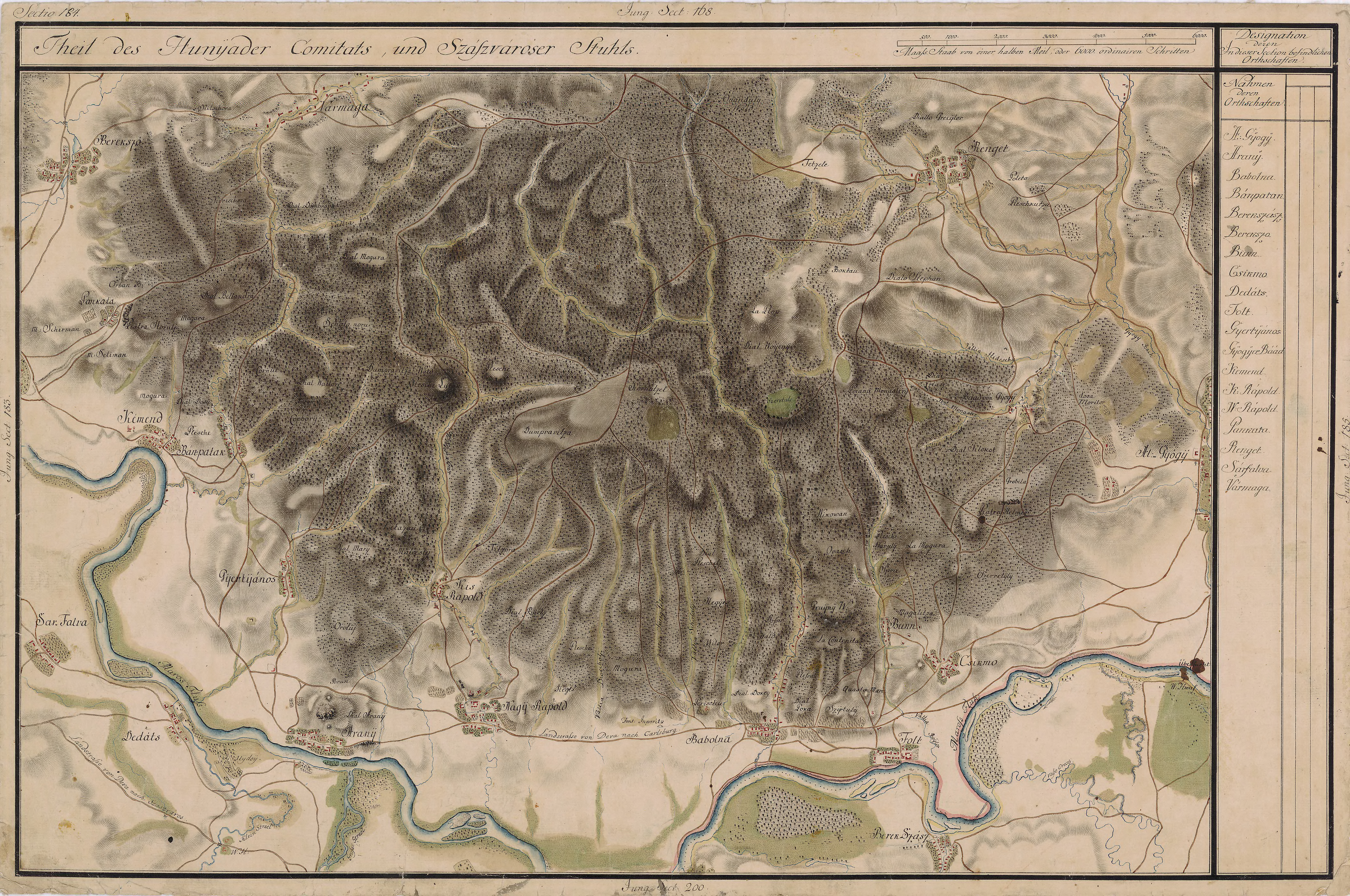
Șăulești în Harta Iosefină a Transilvaniei, 1769-1773